# Truth or Consequences
Truth or Consequences (kurz T o C) ist eine Kleinstadt in New Mexico, Vereinigte Staaten. Sie ist mit etwa 6.475 Einwohnern der County Seat des Sierra Countys (ca. 12 Tsd. Einwohner, jeweils Volkszählung Stand 2010).

## Geschichte
Ursprünglich hieß die Stadt Hot Springs. Am 31. März 1950 beschlossen die Bürger der Stadt mit 1294 zu 295 Stimmen sie nach der Quizshow Truth or Consequences von Ralph Edwards umzubenennen. Edwards hatte versprochen, die Rundfunksendung in der Stadt zu produzieren, die als erste den Namen der Show annimmt. Heute wird ihr Name von der Bevölkerung New Mexicos meist zu T or C abgekürzt. Ralph Edwards starb im November 2005, seinem Andenken gewidmet ist der „Ralph Edwards Day“, den die Kleinstadt an jedem 1. April feiert; zusätzlich gibt es eine Fiesta jährlich am  ersten Maiwochenende seit 1950.
Die Stadt ist beliebter Touristenort und Alterssitz, was auch an den geringen Baukosten liegt. Golf, Wandern und Angeln sind die beliebtesten Freizeitaktivitäten in und um die Stadt. Der bekannte britische Fotograf Nick Waplington hat Ende der 1990er Jahre den Ort, die Menschen und ihr Alltagsleben und die Landschaft um T or C in einem Bildband dokumentiert.
48 km östlich der Stadt befindet sich der 2011 eröffnete Spaceport America. Er ist der erste Weltraumhafen für kommerzielle Raumfahrt und wird vom Bundesstaat New Mexico betrieben. Zukünftig sollen dort die ersten kommerziellen Weltraumflüge von der Firma Virgin Galactic durchgeführt werden.

## Geografie
Laut United States Census Bureau bedeckt die Stadt 33,1 km². Sie liegt am Rio Grande.

## Demografie
In der Stadt wohnen 7289 Einwohner in 3450 Haushalten und 1859 Familien. Die Bevölkerungsdichte beträgt 222,5 Einwohner pro km². Die Wohnungsdichte ist 135,7/km².
In den 3450 Haushalten, von denen 20,2 % Kinder unter 18 Jahren haben, sind 40,5 % verheiratete Paare und 46,1 % sind nicht verheiratet. Die durchschnittliche Haushaltsgröße ist 2,04, die durchschnittliche Familiengröße 2,75 (alle Zahlen laut Volkszählung im Jahr 2000).

## Kultur und Sehenswürdigkeiten

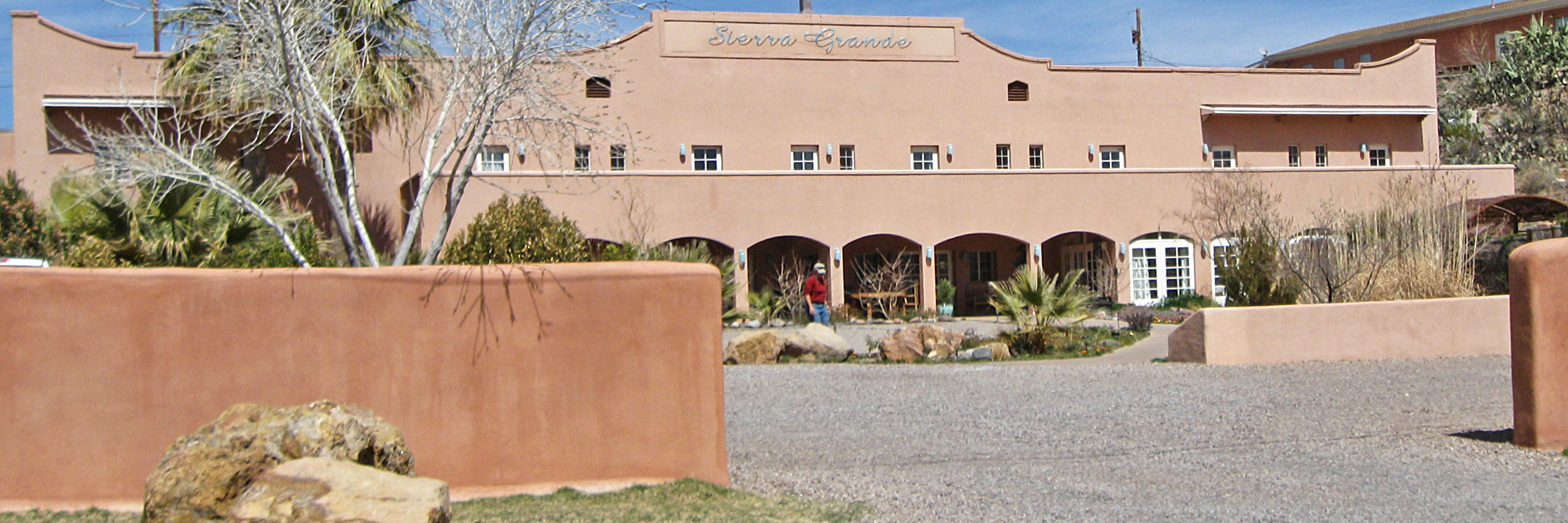
Hot Springs Bathhouse and Commercial Historic District in Truth or Consequences (2010). Dieser historische Bezirk mit 125 Contributing Properties wurde im Oktober 2005 im NRHP eingetragen.

15 Bauwerke, Stätten und historische Bezirke (Historic Districts) der Stadt sind im National Register of Historic Places („Nationales Verzeichnis historischer Orte“; NRHP) eingetragen (Stand 21. Juli 2022), darunter der Carrie Tingley Hospital Historic District, eine Postfiliale sowie mehrere archäologische Fundstätten.